# Who's Your Daddy?
Who's Your Daddy? este un cântec al trupei Lordi.

## Lista cântecelor
1. Who's Your Daddy? (Decapitated Radio Edit)
2. Who's Your Daddy? (Neutered Version)
3. Devil Is A Loser (Live Version)